# Maple Lake, Ontario
Maple Lake är en sjö i Kanada.   Den ligger i countyt Haliburton County och provinsen Ontario, i den sydöstra delen av landet, 240 km väster om huvudstaden Ottawa. Maple Lake ligger 306 meter över havet. Arean är 336 kvadratkilometer. Den sträcker sig 2,7 kilometer i nord-sydlig riktning, och 3,1 kilometer i öst-västlig riktning.
I omgivningarna runt Maple Lake växer i huvudsak blandskog. Runt Maple Lake är det mycket glesbefolkat, med 6 invånare per kvadratkilometer.